# Feuernacht

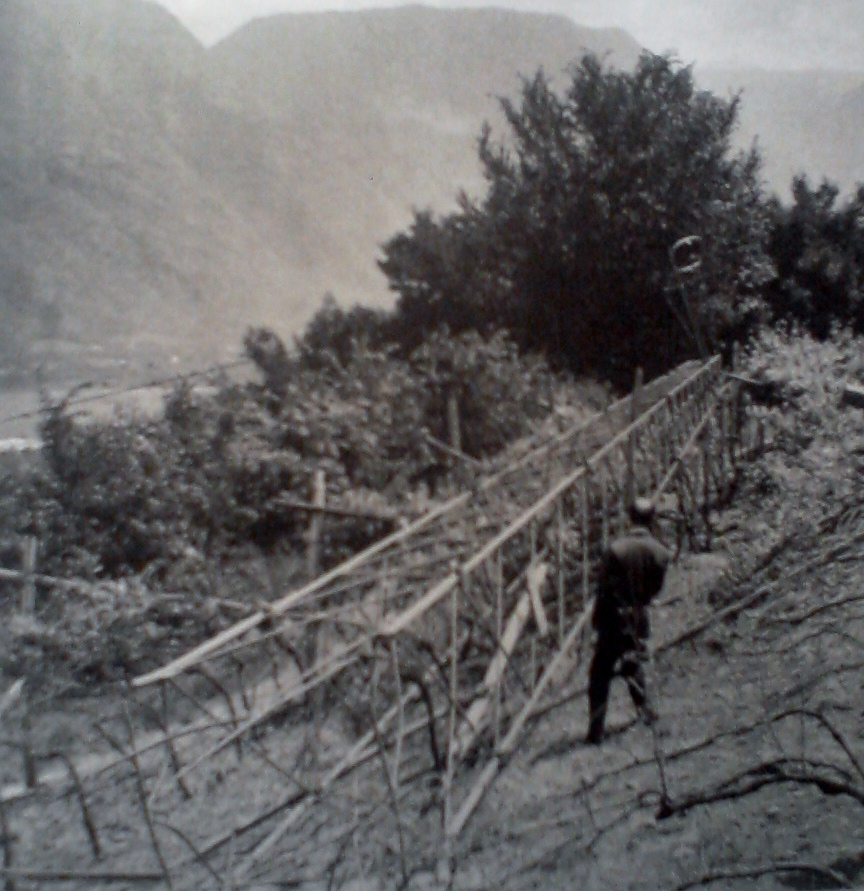
Una de les 37 explosions dutes a terme en la Feuernacht de 1961

Feuernacht (en alemany Nit de foc; en italià: Notte dei fuochi) és el nom amb què és coneguda la campanya d'atemptats amb explosiu plàstic dutes a terme pel Befreiungsausschuss Südtirol (BAS) la nit entre l'11 i 12 de juny de 1961.
La primera explosió es va enregistrar al centre de Bozen, seguida de 46 més en els dues hores successives en torres d'alta tensió, tot i que no assoliren tallar el subministrament de llum a la ciutat. Els controls posats en marxa immediatament per la policia italiana van portar a la desactivació d'una càrrega de dinamita en un pont i d'una gran mina posada a l'embassament de Mühlwald.
Les investigacions posteriors van permetre interposar accions judicials davant el Tribunal de Milà contra 91 suposats activistes del BAS, dels quals 22 foren tancats a la presó, 46 foren alliberats i 23 foren declarats pròfugs. La sentència 57/64 de 9 de novembre de 1964 se saldà amb les següents condemnes:
- Luis Amplaz (25 anys i 6 mesos)
- Kurt Welser (23 anys i 10 mesos)
- Wolfgang Pfandler (22 anys i 10 mesos)
- Heinrich Klier (21 anys i 10 mesos)
- Siegfried Carli (19 anys i 6 mesos)
- Eduard Widmer (19 anys i 4 mesos)
- Georg Klotz (18 anys i 2 mesos)
- Sepp Kerschbaumer (15 anys i 11 mesos)

El Tribunal d'Apel·lació va reformar parcialment les penes imposades a alguns dels acusats en primera instància. Pel que fa als esmentats anteriorment:
- Wolfgang Pfandler va ser condemnat a 20 anys i 11 mesos
- Heinrich Klier va ser condemnat a 19 anys i 11 mesos
- Siegfried Carli va ser condemnat a 17 anys i 11 mesos